# 阿卜杜拉·侯赛因·哈龙
阿卜杜拉·侯赛因·哈龙（1950年10月21日—）是一名巴基斯坦政治家和商人，曾担任巴基斯坦看守政府外交部部长。他曾在2008年9月至2012年10月担任信德省议会议长和巴基斯坦驻聯合國大使。
他曾是多个教育机构、体育协会和慈善组织的董事会成员。